# Арабаджи, Дмитрий Константинович
Дмитрий (Думитру) Николаевич Арабаджи (рум. Dumitru Arabadji, родился 17 января 1972 года в Рени, Одесская область, УССР) — молдавский футболист и футбольный тренер, игравший на позиции защитника и полузащитника.

## Биография

### Игровая карьера
Арабаджи выступал за ряд молдавских клубов из Национального дивизиона Молдавии — «Нистру» (Отачь), «Олимпия» (Бельцы), «Агро-Голиадор» (Кишинёв) и команду «Рапид» из Гидигича, которая до этого базировалась в Кахуле и Кишинёве. Также выступал за мариупольский «Металлург» в чемпионате Украины и за «ЭВИС» из Николаева.

### Карьера тренера
В 2009 году Арабаджи принял клуб «Динамо-Авто», в котором работал шесть лет. С клубом он поднялся из дивизиона «Б» в Национальный дивизион. В сезоне 2013/2014 команда дебютировала в первенстве Национального дивизиона Молдавии: Арабаджи пригласил в тренерский штаб на должность тренера дубля Николая Минчева. Однако команда показывала весьма неоднозначные результаты, первую домашнюю победу одержав только в 9-м туре над «Олимпией» из Бельц (1:0) и заняв в итоге 8-е место. В Кубке Молдавии она остановилась на стадии 1/8 финала, проиграв «Зимбру».
Арабаджи провёл четыре тура во главе команды «Динамо-Авто» сезона 2014/2015, и в первом же туре команда умудрилась проиграть 0:5 «Верису» в чемпионате, а после игры против «Дачии» в четвёртом туре 15 августа 2014 года ушёл в отставку. Он уступил пост Николаю Мандрыченко, взяв паузу в своей карьере. В 2015 году возглавил команду «Гагаузия-Огузспорт», проработав с ней в сезоне 2015/2016 в Дивизионе «А» и заняв с ней 6-е место, а после окончания сезона ушёл в отставку.
В сезоне 2016/2017 Арабаджи руководил клубом «Сфынтул Георге» в Дивизионе «А», приняв предложение от Юлиана Бурсука в межсезонье. Клуб вышел в Национальный дивизион по итогам сезона 2016/2017. Зимой 2018 года пришёл с Юлианом Бурсуком и Виталием Кулибабой в клуб «Сирець» Дивизиона «А», сохранив тренерскую лицензию на право тренировать клубы в Дивизионе «А». В сезоне 2018 года команда потерпела сокрушительное поражение от «Зари» из Бельц со счётом 0:8, а перед 12-м туром ушёл в отставку, уступив пост Сергею Секу.